# Crazy (chanson de K. Maro)
Pour les articles homonymes, voir Crazy.
Singles de K. Maro
Femme Like U
(2004) Qu'est-ce que ça te fout
(2005)
Pistes de La Good Life
Femme Like U V.I.P.
Crazy est le deuxième single du chanteur libano-canadien K.Maro sortie le 5 août 2004 sous le label Warner. Ce deuxième extrait est écrit et composé par Cyril Kamar et Louis Côté, la réalisation est assurée par Cyril Kamar

## Liste des pistes
CD-Single
1. Crazy - 3:34
2. V.I.P. - 3:44
3. Femme Like U (Donne-moi ton corps)  (feat. Nancy Martinez) - 4:06

CD-Maxi
1. Crazy - 3:34
2. Femme Like U (Donne-moi ton corps) (feat. Nancy Martinez) (Just Another Hit Mix) - 3:51
3. Walad b'ladi - 3:43

Extras:
- Video : Crazy

## Classement par pays
| Classement (2004-2005)                  | Meilleure position |
| --------------------------------------- | ------------------ |
| Autriche (Ö3 Austria Top 40)            | 32                 |
| Danemark (Tracklisten)                  | 17                 |
| Belgique (Wallonie Ultratop 50 Singles) | 4                  |
| Belgique (Flandre Ultratop 50 Singles)  | 14                 |
| France (SNEP)                           | 2                  |
| Suisse (Schweizer Hitparade)            | 8                  |
| Pays-Bas (Nederlandse Top 40)           | 27                 |